# Neith-Nunatak
Neith-Nunatak ist ein 1120 m hoher Nunatak im westantarktischen Queen Elizabeth Land. In der nördlichen Neptune Range der Pensacola Mountains ragt er 5 km nördlich des Baker Ridge auf.
Der United States Geological Survey kartierte ihn anhand eigener Vermessungen und Luftaufnahmen der United States Navy aus den Jahren von 1956 bis 1966. Das Advisory Committee on Antarctic Names benannte ihn 1968 nach Willard F. Nieth [sic!] (1919–2001), Fotograf der United States Air Force Electronics Test Unit in den Pensacola Mountains von 1957 bis 1958.